# Hildegárd Lujza bajor királyi hercegnő
Hildegárd Lujza (teljes nevén Hildegárd Lujza Sarolta Terézia Friderika, németül: Hildegard Luise von Bayern; Würzburg, 1825. június 10. – Bécs, 1864. április 2.), a Wittelsbach-házból származó bajor királyi hercegnő, I. Lajos bajor király és Szász–Hildburghauseni Terézia Sarolta leánya, aki Habsburg–Tescheni Albert főherceggel kötött házassága révén osztrák főhercegné és tescheni hercegné. Mária Terézia Anna  württembergi hercegné édesanyja.

## Élete

### Származása, testvérei

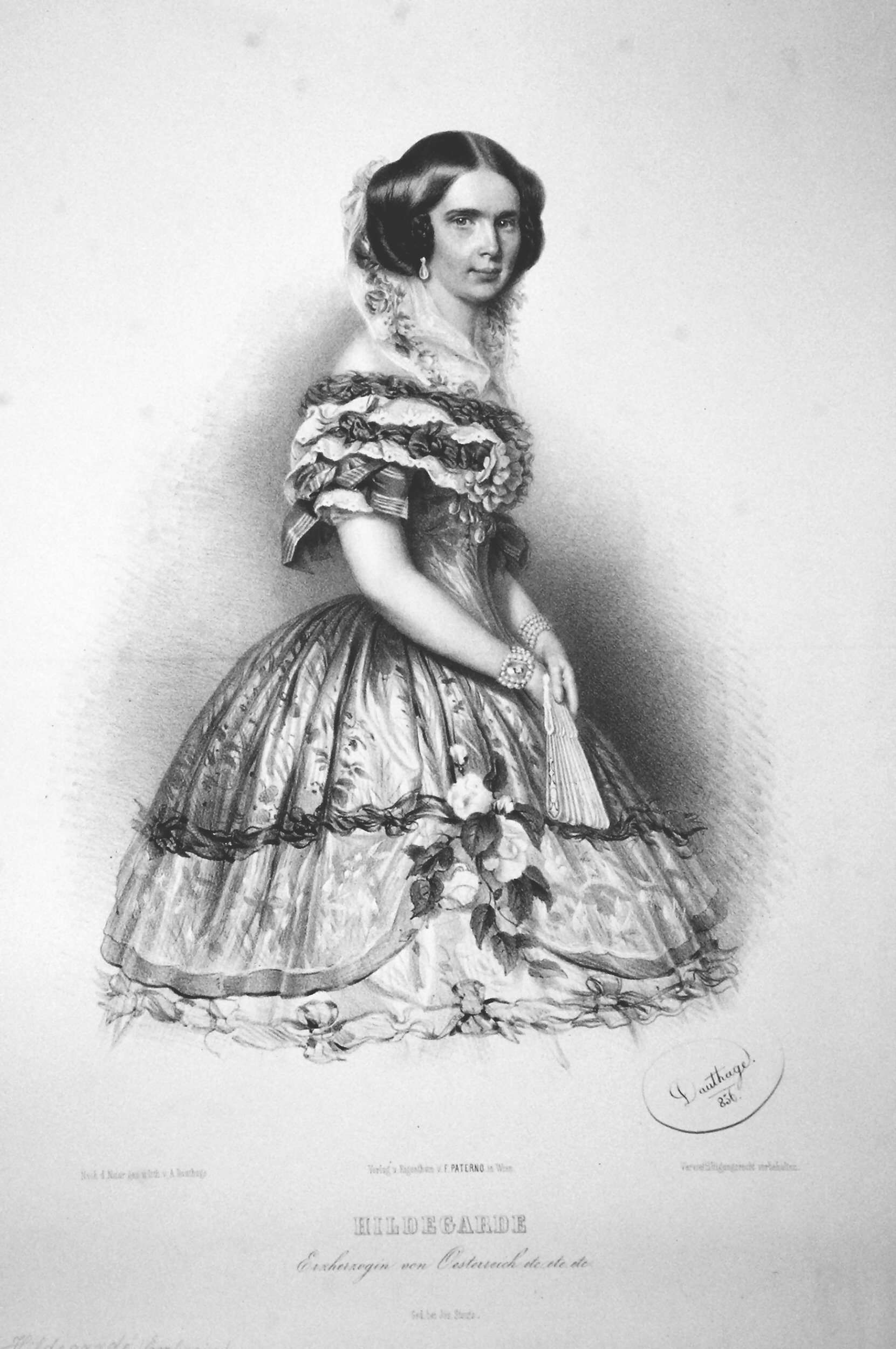
Hildegárd Lujza hercegnő
(Adolf Dauthage litográfiája, 1856.

Hildegárd Lujza hercegnő édesapja a Wittelsbach-házból való I. Lajos bajor király (1786–1868), édesanyja Terézia Sarolta Lujza szász-hildburghauseni hercegnő, bajor királyné (1792–1854) volt.
Kilenc gyermek közül hetedikként született. Első keresztnevét eredetileg Hildegardénak írták, de esküvője után a család és a hivatalos iratok is Hildegardként említik. A testvérek:
- Miksa királyi herceg (1811–1864), a későbbi II. Miksa bajor király, aki 1842-ben Mária Friderika porosz királyi hercegnőt (1825–1889) vette feleségül.
- Matild Karolina királyi hercegnő (1813–1862), aki 1833-ban III. Lajos hessen-darmstadt-rajnai nagyherceghez (1806–1877) ment feleségül.
- Ottó királyi herceg (1815–1867), a későbbi I. Ottó görög király, aki 1836-ban Amália oldenburgi hercegnőt (1818–1875) vette feleségül.
- Teodolinda Sarolta Lujza királyi hercegnő (1816–1817), kisgyermekkorban meghalt.
- Luitpold királyi herceg (1821–1912), Bajorország régense, aki 1844-ben Habsburg–Toscanai Auguszta Ferdinanda főhercegnőt (1825–1864) vette feleségül.
- Adelgunda Auguszta királyi hercegnő (1823–1914), aki 1842-ben V. Ferenc modenai herceghez (Habsburg–Estei Ferenc osztrák főherceghez, 1819–1875) ment feleségül.
- Hildegárd Lujza királyi hercegnő (1825–1864), Albert főherceg (1817–1895) felesége.
- Alexandra Amália királyi hercegnő (1826–1875), a müncheni és würzburgi királyi Szent Anna apácakolostorok főnökasszonya és apátnője, írónő.
- Adalbert Vilmos királyi herceg (1828–1875), aki 1856-ban Amália Filippa del Pilar spanyol infánsnőt (1834–1905) vette feleségül.

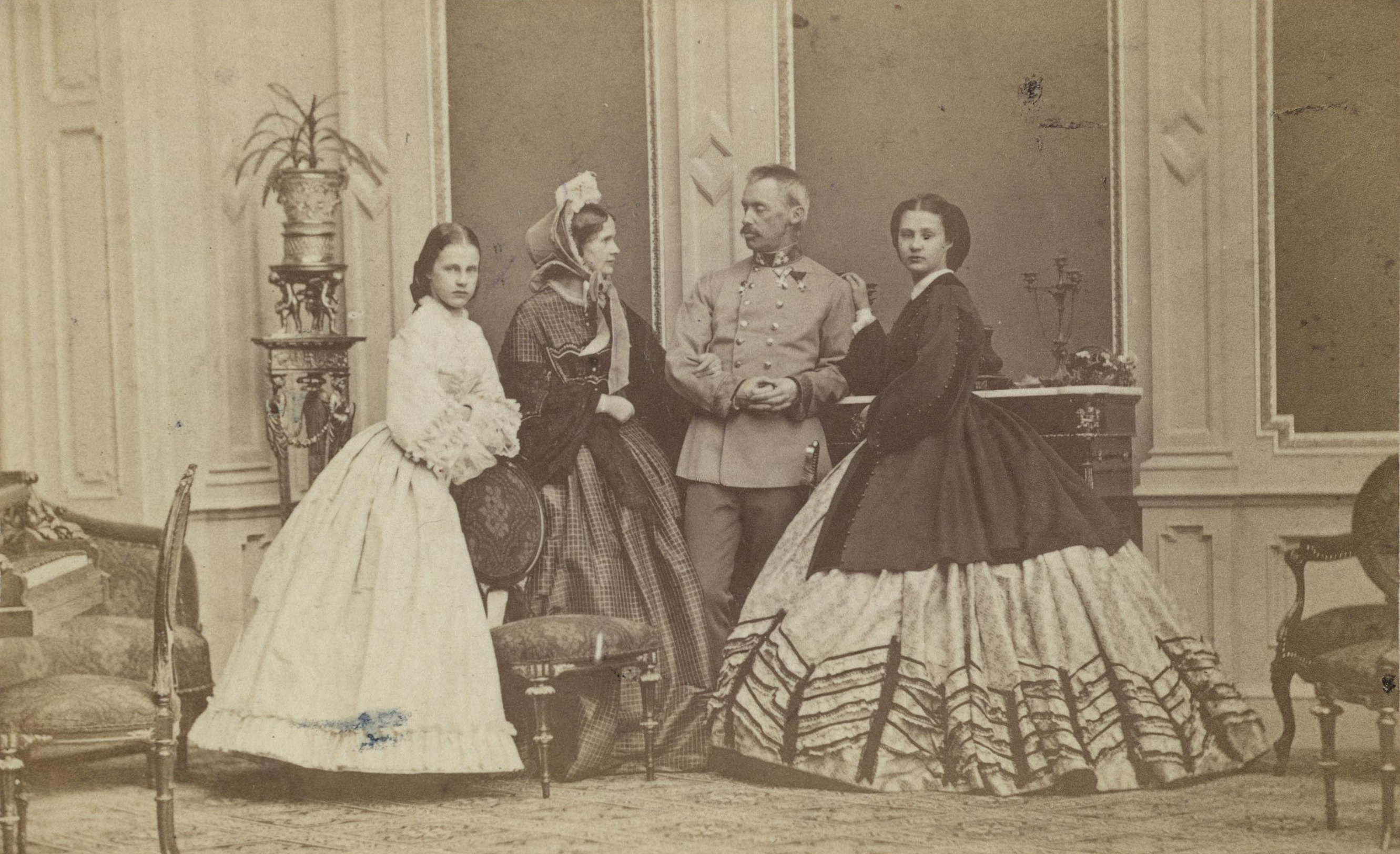
Hildegárd főhercegné (középen) férjével, Albert főherceggel, és leányaival: Matild (bal szélen) és Mária Terézia Anna főhercegnővel (jobb szélen).

### Házassága, gyermekei
1844. május 1-jén, 19 évesen Hildegárd hercegnő feleségül ment Habsburg–Tescheni Albert (Albrecht) Frigyes osztrák főherceghez (1817–1895), Károly osztrák főhercegnek (1771–1847), Teschen első hercegének, az 1809-es asperni csata győztes hadvezérének fiához.
Ferenc József főherceg, a későbbi császár és király 1844. május 24-én így írta le naplójában unoka-sógornőjét, Hildegárd hercegnőt: „Nagyon tetszik nekem, csinos, orcája kicsit pufók, alakja nagyon szép, igen szeretnivaló (aimable), de úgy találom, túlságosan is sok van benne császári anyámból, különösen ahogy hosszan, mereven bámul.” A főherceg a határozott és kérlelhetetlen Zsófia főhercegnére célzott, aki majd 1848-ban a császári trónt is megszerzi fiának. Megjegyzése utalhatott anyja szigorú természetére, de esetleg a Habsburg- és a Wittelsbach-ház tagjainak rendszeres egymás közti házasodásával kapcsolatos aggályokra is. (E „beltenyészet” genetikai következményei a 19. század második felében fognak majd észrevehetően kiütközni).
Hildegárd főhercegné Erzsébet császárné és királyné unokahúga volt, egyik bizalmasának számított. Tagja volt a Csillagkeresztes Rendnek és a bajor Szent Terézia-rendnek, több jószolgálati szervezet fővédnöki tisztségét viselte. Férjét, Albert főherceget 1845. január 15-én, 28 éves korában  kinevezték Alsó- és Felső-Ausztria, valamint Salzburg tartományok katonai főparancsnokává.
Hildegárd hercegnő és Albert főherceg házasságából két leány született, és egyetlen fiú, aki azonban egyéves kora előtt meghalt:
- Mária Terézia Anna főhercegnő (1845–1927), aki 1865-ben Fülöp württembergi herceghez (1838–1917) ment feleségül.
- Károly Albert Lajos főherceg (1847–1848), az egyetlen fiú, kisgyermekkorban meghalt.
- Matild Mária Adelgunda Alexandra főhercegnő (1849–1867), aki 18 éves korában tragikus balesetben veszítette életét, amikor a bécsi Hetzendorf kastélyban rendezett ünnepségen ruhája tüzet fogott (édesapja elől próbálta szoknyájába  elrejteni égő cigarettáját) és ő belehalt égési sérüléseibe.

Második leányának születésekor fellépett komplikációk következtében Hildegárd főhercegné, hosszas kezelések és gyógyfürdők ellenére sem szülhetett több gyermeket.
Hildegárd apósát, Károly főherceget hadvezéri érdemeiért I. Ferenc császár 1822-ben Teschen első hercegének méltóságába emelte. A címet és a hatalmas birtokot 1847-ben Károly fia, Albert főherceg örökölte, aki ezzel a Birodalom egyik leggazdagabb embere lett. Örökségéhez tartozott számos értékes ingatlan Pozsonyban és Bécsben, köztük a bécsi főhercegi palota, az Albertina, az elődök által teremtett nagy értékű műgyűjteménnyel együtt (ma az osztrák állam tulajdona). Albert és Hildegárd beköltöztek a palotába. 1851-ben kinevezték magyarországi főkormányzónak, 1863-ban tábornaggyá (Feldmarschall) léptették elő.

### Halála
1864-ben Hildegárd főhercegné részt vett bátyjának, II. Miksa bajor királynak (1811–1864) temetésén. Megfázott, mellhártyagyulladást kapott, és 1864. április 2-án meghalt. Halálos ágyánál jelen volt unokahúga, Erzsébet császárné és királyné. A főhercegnét a bécsi kapucinusok templomában, a Császár-kriptában (Kaisergruft) temették el. Az özvegy Albert főherceg, Teschen második hercege férfi örökös nélkül maradván, 1874-ben elhunyt öccsének, Károly Ferdinánd főherceg (1818–1874) fiait fogadta örökbe.
Hildegárd férje, Albert főherceg, császári és királyi tábornagy 78 éves korában, 1895. február 18-án hunyt el a dél-tiroli Arcóban. Legidősebb unokaöccse, Frigyes főherceg (1856–1936) örökölte Teschen (harmadik) hercegének címét és az összes hercegi birtokot.